# Brett Flemming
Brett Flemming (* 26. února 1991 v Regina, Saskatchewan) je bývalý kanadský hokejový obránce.

## Hráčská kariéra
Do juniorské soutěže začínal nejprve v lize OPJHL, kde hrával za tým Burlington Cougars v ročníku 2007/08. V týmu však odehrál sedmnáct zápasů. Poté již hrával za tým Mississauga St. Michael's Majors v juniorské lize OHL, kde strávil čtyři ročníky 2007/11. V roce 2009 byl draftován týmem Washington Capitals v pátém kole ze 145. místa. V poslední sezóně 2010/11 za juniorský tým Mississauga St. Michael's Majors, postoupil tým až do finále playoff, boj o trofej J. Ross Robertson Cup. Ve finále se utkali nad týmem Owen Sound Attack, se kterým prohráli 3:4 na série.
2. prosince 2010 podepsal tříletou smlouvu s klubem Washington Capitals. Jako nováček v seniorském hokeji byl poslán na farmu Capitals v Hershey Bears. Do NHL se neprosadil a hrál na pomezí AHL a ECHL. Od sezóny 2015/16 hrál v Evropě, mimo jiné za Piráty Chomutov. Kariéru ukončil po sezóně 2021/22 v rakouském celku EC VSV.

## Ocenění a úspěchy
- 2011 OHL - Třetí All-Star Team
- 2011 OHL - Nejlepší hráč v pobytu na ledě +/-
- 2017 ČHL - Nejtrestanější hráč

## Prvenství

### AHL
- Debut - 7. října 2011 (Hershey Bears proti Binghamton Senators)
- První gól - 14. října 2011 (Hershey Bears proti Norfolk Admirals, kanadskému brankáři Dustin Tokarski)
- První asistence - 14. října 2011 (Hershey Bears proti Norfolk Admirals)

### ČHL
- Debut - 9. září 2016 (Piráti Chomutov proti HC Energie Karlovy Vary)
- První asistence - 11. září 2016 (HC Vítkovice Ridera proti Piráti Chomutov)
- První gól - 21. října 2016 (HC Energie Karlovy Vary proti Piráti Chomutov, českému brankáři Tomáši Závorkovi)

## Klubové statistiky
| Sezóna       | Klub                             | Soutěž       |     | Základní část | Základní část | Základní část | Základní část | Základní část |   | Play off | Play off | Play off | Play off | Play off |
| Sezóna       | Klub                             | Soutěž       | Z   | G             | A             | B             | TM            | Z             | G | A        | B        | TM       |          |          |
| 2007–08      | Burlington Cougars               | OPJHL        | 14  | 0             | 1             | 1             | 12            | —             | — | —        | —        | —        |          |          |
| 2007–08      | Mississauga St. Michael's Majors | OHL          | 47  | 1             | 9             | 10            | 30            | —             | — | —        | —        | —        |          |          |
| 2008–09      | Mississauga St. Michael's Majors | OHL          | 64  | 3             | 25            | 28            | 89            | 10            | 1 | 3        | 4        | 2        |          |          |
| 2009–10      | Mississauga St. Michael's Majors | OHL          | 68  | 1             | 23            | 24            | 90            | 16            | 0 | 5        | 5        | 10       |          |          |
| 2010–11      | Mississauga St. Michael's Majors | OHL          | 68  | 4             | 39            | 43            | 79            | 20            | 1 | 12       | 13       | 28       |          |          |
| 2010–11      | Mississauga St. Michael's Majors | M-Cup        | 5   | 0             | 1             | 1             | 4             | —             | — | —        | —        | —        |          |          |
| 2011–12      | Hershey Bears                    | AHL          | 21  | 2             | 2             | 4             | 31            | —             | — | —        | —        | —        |          |          |
| 2011–12      | South Carolina Stingrays         | ECHL         | 41  | 3             | 10            | 13            | 55            | 9             | 2 | 3        | 5        | 8        |          |          |
| 2012–13      | Reading Royals                   | ECHL         | 50  | 2             | 13            | 15            | 77            | 22            | 5 | 7        | 12       | 28       |          |          |
| 2012–13      | Hershey Bears                    | AHL          | 11  | 0             | 1             | 1             | 2             | —             | — | —        | —        | —        |          |          |
| 2013–14      | Reading Royals                   | ECHL         | 52  | 6             | 12            | 18            | 59            | 5             | 0 | 3        | 3        | 6        |          |          |
| 2013–14      | Hershey Bears                    | AHL          | 4   | 0             | 1             | 1             | 2             | —             | — | —        | —        | —        |          |          |
| 2014–15      | Reading Royals                   | ECHL         | 26  | 9             | 14            | 23            | 13            | 7             | 0 | 4        | 4        | 14       |          |          |
| 2014–15      | Lehigh Valley Phantoms           | AHL          | 37  | 0             | 6             | 6             | 39            | —             | — | —        | —        | —        |          |          |
| 2015–16      | HC Bolzano                       | EBEL         | 54  | 8             | 18            | 26            | 42            | 6             | 0 | 2        | 2        | 7        |          |          |
| 2016–17      | Piráti Chomutov                  | ČHL          | 50  | 2             | 11            | 13            | 114           | 17            | 1 | 3        | 4        | 14       |          |          |
| 2017–18      | Piráti Chomutov                  | ČHL          | 52  | 6             | 13            | 19            | 52            | —             | — | —        | —        | —        |          |          |
| 2018–19      | Piráti Chomutov                  | ČHL          | 27  | 0             | 9             | 9             | 41            | —             | — | —        | —        | —        |          |          |
| 2019–20      | HC Bolzano                       | EBEL         | 33  | 6             | 10            | 16            | 43            | 3             | 0 | 3        | 3        | 6        |          |          |
| 2020–21      | Vienna Capitals                  | ICEHL        |     |               |               |               |               |               |   |          |          |          |          |          |
| Celkem v AHL | Celkem v AHL                     | Celkem v AHL | 73  | 2             | 10            | 12            | 74            | —             | — | —        | —        | —        |          |          |
| Celkem v OHL | Celkem v OHL                     | Celkem v OHL | 247 | 9             | 96            | 105           | 288           | 46            | 2 | 20       | 22       | 40       |          |          |

## Reprezentace
| Rok                       | Tým                       | Soutěž                    | Z | G | A | B | TM |
| ------------------------- | ------------------------- | ------------------------- | - | - | - | - | -- |
| 2008                      | Kanada Ontario 17         | WHC-17                    | 6 | 0 | 0 | 0 | 0  |
| Juniorská kariéra celkově | Juniorská kariéra celkově | Juniorská kariéra celkově | 6 | 0 | 0 | 0 | 0  |